# Локомотив БДЖ 400.76
Локомотив 40076 е единственият единичен парен локомотив за междурелсие 760 mm. Произведен е в локомотивната фабрика „Henschel“ през 1920 г. с фабричен номер 18039. Започва работа на линията Червен бряг – Бяла Слатина през 1922 г. като първи локомотив, собственост на БДЖ. Дотогава експлоатацията се е извършвала само с локомотиви под наем, собственост на сръбските железници.
Локомотивът е с парна машина система „Цвлинг“ и е единственият парен локомотив за междурелсие 760 mm с четири двигателни колооси. През целия си експлоатационен живот машината работи единствено в депо Червен бряг. През последните 20 години локомотивът извършва цялата маневрена работа на гара Червен бряг. Бракуван е на 25 септември 1967, като котелът му е използван за отоплителен.